# Saxifraga fragosoi
Saxifraga fragosoi es una especie de la familia de las saxifragáceas.

## Descripción
Planta tendida, algo viscosa, que forma céspedes con tallo de 10-30 cm, que se elevan para portar las bellas flores. Hojas pequeñas, con rabillo plano, las inferiores muy divididas en varios lóbulos estrechos, algo rígidos y aguzados, con pelos glandulosos que la hacen pringosa; las superiores, generalmente partidas en 3 lóbulos, parecen "manos" de más o menos "dedos" con antebrazo incluido. Su aspecto verde se torna rojizo en los ejemplares soleados. Las flores en primavera y verano, tienen 5 pétalos blancos, tan anchos como largos y redondeados en su extremo, que forman un bonito embudo introducido en el cáliz. Producen un fruto globoso en cuyo interior maduran una pequeñas semillas.

## Distribución y hábitat
En España en Castilla y León, abundante en las sierras del Sistema Central. En el sur de Francia
Crece en fisuras y repisas rocosas frescas, al sol o a la sombra.

## Taxonomía
Gentiana fragosoi fue descrita por Hermano Sennen y publicado en Bol. Soc. Ibér. Ci. Nat. 27: 71 (1929)
Citología
Número de cromosomas de Saxifraga fragosoi (Fam. Saxifragaceae) y táxones infraespecíficos: n=26; 2n=52. n=17, 18; 2n=34
Etimología
Saxifraga: nombre genérico que viene del latín saxum, ("piedra") y frangere, ("romper, quebrar"). Estas plantas se llaman así por su capacidad, según los antiguos, de romper las piedras con sus fuertes raíces. Así lo afirmaba Plinio, por ejemplo.
fragosoi: epíteto
Sinonimia
- Saxifraga continentalis (Engl. & Irmsch.) D.A.Webb
- Saxifraga hypnoides subsp. continentalis Engl. & Irmsch.[6]